# مكان مخصص لتعداد السكان

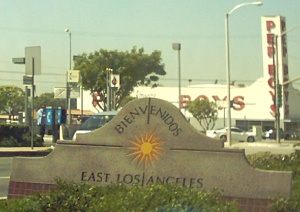

مكان مخصص لتعداد السكان (بالإنجليزية: Census-designated place)‏ أو اختصارًا (CDP)، هو مصطلح يشير إلى «تركيز السكان» عَرَّفه مكتب الإحصاء الأمريكي لأغراض إحصائية فقط. وقد استخدم CDP في كل تعداد جرى كل عشر سنوات منذ عام 1980، مثل الحكم الذاتي للمدن، البلدات، والقرى، لأغراض جمع وربط البيانات الإحصائية. تُعد الأماكن المخصصة لتعداد السكان مناطق مأهولة بالسكان تشمل عمومًا مجتمعًا صغيرًا معينًا رسميًا ولكن غير مدمج حاليًا، والذي تتم تسميته CDP، بالإضافة إلى المناطق الريفية المأهولة المحيطة بمساحات مختلفة، وأحيانًا أخرى مجتمعات صغيرة أخرى غير مدمجة أيضًا. تتضمن الأماكن المخصصة لتعداد السكان مجتمعات ريفية صغيرة، ومستعمرات تقع على طول الحدود الأمريكية مع المكسيك، ومنتجعات المتقاعدين ومؤسسات غير مدمجة وضواحيها.
حدود CDP ليس لها وضع قانوني. وبالتالي قد لا تتوافق دائمًا مع الفهم المحلي للمنطقة أو المجتمع الذي يحمل نفس الاسم. ومع ذلك فإن المعايير الموضوعة لتعداد 2010 تتطلب أن يكون اسم CDP «هو الاسم الذي المُعترف به والذي يستخدمه سكان المجتمع في التواصل اليومي» (وليس «اسم تم تطويره فقط للتخطيط أو لأغراض أخرى») والتوصية بأن يتم تعيين حدود الCDP بناءً على المدى الجغرافي المرتبط بالاستخدام المنتظم للسكان للمكان المحدد.
ينص مكتب الإحصاء على أن الأماكن المخصصة لتعداد السكات لا تعتبر أماكن مدمجة وأنه لا يشمل سوى الأماكن المخصصة لتعداد السكان في قائمة سكان المدن في هاواي لأن تلك الولاية لا يوجد بها مدن مدمجة. بالإضافة إلى ذلك شملت قوائم مدينة التعداد من عام 2007 الCDP في كلا من أرلينغتون كاونتي، وولاية فرجينيا في القائمة مع الأماكن المدمجة، ولكن منذ عام 2010 ظهرت أوربان هونولولو، وهاواي التي تمثل النواة التاريخية لهونولولو، وهاواي، ظهرت في تقديرات المدينة والبلدة.

## تاريخيًا
أبلغ مكتب الإحصاء السكاني عن بيانات لبعض الأماكن غير المدرجة منذ التعداد الأول، إحصاء 1790 (على سبيل المثال، لويزفيل، كنتاكي، الذي لم يكن مدمجًا بصورة قانونية في كنتاكي حتى عام 1828)، على الرغم من أن ذلك استمر في التطور من خلال إحصاء عام 1890، حيث خلط التعداد بين الأماكن غير المسجلة والأماكن المدمجة مع تسمية «بلدة» أو «قرية» كتسمية لها. لقد جعل هذا الأمر مربكًا لتحديد أي من «البلدات» تم دمجها أو عدم دمجها.
لم تُذكر بيانات عن الأماكن غير المدرجة في تعدادات 1900 إلى 1930.
بالنسبة لتعداد 1940، قام مكتب الإحصاء بتجميع تقرير منفصل عن مجتمعات غير رسمية مدمجة تضم 500 شخص أو أكثر. عرّف مكتب الإحصاء رسميًا هذه الفئة بأنها «أماكن غير مدمجة» في تعداد 1950 واستخدم هذا المصطلح من خلال تعداد 1970. بالنسبة لتعداد 1950 تم تحديد هذه الأنواع من الأماكن فقط خارج «المناطق الحضرية». في عام 1960 حدد مكتب التعداد أيضًا أماكن غير مدمجة داخل المناطق الحضرية (باستثناء نيو إنجلاند)، ولكن يبلغ عدد سكانها 10000 على الأقل. بالنسبة لتعداد عام 1970 تم تخفيض ذلك العدد لـ «أماكن غير المدمجة» في المناطق الحضرية إلى 5000.
في لتعداد 1980 تم تغيير التصنيف إلى «أماكن مخصصة لتعداد السكان CPD» وتم إطلاق التسمية على الأماكن داخل المناطق الحضرية في نيو إنجلاند. في تعداد عام 1990 تم تخفيض عدد السكان للمراكز العمرانية المجتمعية في المناطق الحضرية إلى 2500. من عام 1950 إلى عام 1990 حدد مكتب الإحصاء المتطلبات السكانية الأخرى للأماكن غير المدمجة أو CDPs في ألاسكا وبورتوريكو والمناطق الجزرية والتحفظات الأمريكية الأصلية. تم إسقاط الحد الأدنى من المعايير السكانية ل CDPs مع تعداد عام 2000.
يسمح برنامج المناطق الإحصائية للمشاركين في مكتب الإحصاء (PSAP) للمشاركين المعينين بمراجعة واقتراح تعديلات على حدود CDPs. كان من المفترض أن يتم تقديم PSAP لوكالات التخطيط والبلديات خلال عام 2008.

## آثار التعيين والأمثلة
يمكن تحديد حدود هذه الأماكن بالتعاون مع المسؤولين المحليين أو القبليين، ولكنها غير ثابتة ولا تؤثر على وضع الحكومة المحلية أو التأسيس؛ المناطق المحددة على هذا النحو هي كيانات إحصائية بحتة. قد تتغير حدود CDP من تعداد إلى آخر لتعكس التغييرات في أنماط الإقامة. علاوة على ذلك ككيانات إحصائية، قد لا تتوافق حدود CDP مع الفهم المحلي للمنطقة التي تحمل الاسم نفسه. يمكن تقسيم المجتمعات المعترف بها إلى مجتمعين CDP أو أكثر بينما من ناحية أخرى يمكن دمج مجتمعين أو أكثر في CDP واحد. قد يغطي CDP أيضًا الجزء غير المدمج من مجتمع مسمى حيث يقع الباقي في مكان مدمج.
من خلال تحديد منطقة على أنها CDP تظهر تلك المنطقة في نفس فئة بيانات التعداد كأماكن مدمجة. هذا يميز CDPs عن تصنيفات التعداد الأخرى، مثل الانقسامات المدنية الثانوية (MCDs)، والتي هي في فئة منفصلة.
يتم تضمين السكان والديموغرافيا لل CDP في بيانات التقسيمات الفرعية للمقاطعات التي تحتوي على CDP. بشكل عام يجب ألا يتم تحديد CDP ضمن حدود ما يعتبره مكتب الإحصاء مدينة أو قرية أو منطقة مدمجة. ومع ذلك يعتبر مكتب الإحصاء بعض المدن في ولايات نيو إنجلاند ونيوجيرسي ونيويورك وكذلك البلدات الموجودة في بعض الولايات الأخرى مثل MCDs، على الرغم من أنها مدمجة في البلديات في تلك الولايات. في مثل هذه الحالات يمكن تعريف CDPs داخل هذه المدن أو تمتد عبر حدود مدن متعددة.

## الغرض من التعيين
هناك عدد من الأسباب لتعيين CDP:
- قد تكون المنطقة أكثر حضرية من المناطق المحيطة بها، حيث يوجد بها تركيز للسكان مع نواة سكنية محددة، مثل بحيرة ويتمور، ميشيغان؛ هيرشي، بنسلفانيا؛ والقرى، فلوريدا (يغطي CDP الأخير جزءًا فقط من المجتمع ككل).
- المكان الذي أُدرج سابقا يمكن ألا يُدرج أو أن يُضم جزئيا من بلدة مجاورة، ولكن قد يظل التعامل مع البلدة السابقة أو جزء منها حسب الإحصاء باعتبارها CDP من خلال تلبية المعايير الخاصة بـ CDP. ومن الأمثلة على ذلك قرية Covedale السابقة (قرية في أوهايو)، مقارنة مع Covedale (CDP)، أوهايو أو قرية Seneca Falls (CDP) التي تم فك دمجها مؤخرًا في نيويورك.
- قد تحتوي المنطقة على مؤسسة يمكن التعرف عليها بسهولة، وعادة ما تشغل مساحة كبيرة من الأرض، بهوية متميزة عن المجتمع المحيط بها. يمكن أن ينطبق هذا على بعض حرم الجامعات والقواعد العسكرية الكبيرة (أو أجزاء من قاعدة عسكرية) التي ليست ضمن حدود أي مجتمع حالي، مثل نوتردام، إنديانا، ستانفورد، كاليفورنيا (التي تضم حرم جامعة ستانفورد)، فورت كامبل نورث، كنتاكي وفورت ليونارد وود، ميسوري.[2]
- في حالات أخرى قد تشطر حدود المكان المُدمج مجتمعًا معترفًا به. مثال على ذلك بوستانيا، كاليفورنيا، التي تمتد عبر حدود مدينة إل كاجون. تضع هيئة المسح الجيولوجي الأمريكية نواة بوستونيا داخل الكاجون. يغطي بوسطنيا CDP مساحة El Cajon الأكبر في مقاطعة San Diego غير المدرجة والتي تقع عمومًا شمال ذلك الجزء من Bostonia داخل El Cajon.
- في بعض الولايات، يمكن تعريف CDP داخل بلدية مدمجة تعتبر (لأغراض التعداد) بمثابة تقسيم مدني بسيط. على سبيل المثال، جميع المدن في نيو إنغلاند هي بلديات مدمجة، ولكن قد تشمل أيضًا المناطق الريفية والحضرية. يمكن تعريف CDPs لوصف المناطق الحضرية داخل هذه البلديات، كما هو الحال في North Amherst، ماساتشوستس.
- هاواي هي الولاية الوحيدة التي لا يوجد بها أماكن مدمجة معترف بها من قبل مكتب الإحصاء الأمريكي تحت مستوى المقاطعة. جميع البيانات عن الأماكن في هاواي التي أبلغ عنها التعداد هي CDPs.
- بعض ال CPDs تمثل العديد من المجتمعات المجاورة، على سبيل المثال شوروود-برج هيلز-هاربرت، ميشيغان أو بحيرة إيجبت-ليتو، فلوريدا. ومع ذلك فإن مكتب الإحصاء قد توقف عن هذه الطريقة بالنسبة لمعظم CDPs خلال تعداد 2010.[5]
- في حالات نادرة تم تعريف CDP أيضًا للمنطقة الحضرية المحيطة ببلدية مدمجة، ولكنها تقع خارج الحدود البلدية، على سبيل المثال غلسبورج الكبرى، ميشيغان، أو أعالي مارلبورو، ماريلاند. تم وقف هذه الممارسة في عام 2010.
- في بعض الولايات يعيّن مكتب الإحصاء تقسيم مدني بسيط كامل (MCD) ليكون CDP (على سبيل المثال، West Bloomfield Township ، أو Michigan ، أو Reading، Massachusetts). تم استخدام مثل هذه التسميات في الولايات التي تعمل فيها MCDs بسلطة حكومية قوية وتوفر خدمات مكافئة لبلدية مدمجة (نيو إنجلاند، دول المحيط الأطلسي الوسطى، ميشيغان، ويسكونسن). تظهر MCDs في فئة منفصلة في بيانات التعداد من الأماكن (أي الأماكن المدمجة وCDPs)؛ ومع ذلك تشبه هذه MCDs بشدة الأماكن المدمجة، وهكذا تم تحديد CDPs cotermous مع MCDs بحيث تظهر مثل هذه الأماكن في كلا الفئتين من بيانات التعداد. تم إيقاف هذه الطريقة أيضًا في معظم الولايات في عام 2010.